# Луи Джордан
Луи Томас Джордан (на английски: Louis Thomas Jordan) е американски суинг музикант и автор на песни.

## Биография
Роден е на 8 юли 1908 година в Бринкли, Арканзас, в семейството на музикант. От ранна възраст се занимава с музика и завършва Арканзаския баптистки колеж в Литъл Рок. Придобива широка известност от края на 30-те до началото на 50-те години като пионер и популяризатор на джъмп блуса, превръщайки се в един от най-популярните афроамерикански музиканти на своето време. Музиката му оказва силно влияние върху формирането на рокендрола.
Луи Джордан умира на 4 февруари 1975 година в Лос Анджелис.